# Опел омега
Опел омега је аутомобил више средње класе немачког произвођача аутомобила Опела, који се производио у две генерације између 1986. и 2003. године. Прва генерација, омега А (1986–1994), која је наследила Опел рекорд, проглашена је најбољим европским аутомобилом 1987. године. Друга генерација, омега Б у производњи се задржала од 1994. до 2003. године. Опел омега се производила у две варијанте, као лимузина и караван.

## Историјат
У Уједињеном Краљевству, омега А је била продавана као друга генерација Воксол чарлтона, као и омега Б генерација Воксол омега. Омега је такође била произвођена и продавана у Бразилу као Шевролет омега и супрема (караван), али се ово име сада користи за увозне Холден комодоре. Са другом ознаком омега Б MV6 је такође продавана и у Северној Америци под именом Кадилак катера.

### Опел омега А (1986–1994)
Опел омега варијанта А се производио од 1986. до 1994. са гамом мотора која је почињала са бензинским 1,8L са 82 КС, а на врху понуде је био 3.0 24V мотор који је имао 204 КС. Опрема на овом моделу је била са ознакама LS, GL, CD и дијамант. Малосеријске варијације Опел омеге А су имале 3.0 мотор који је развијао 230КС са називом „Ево 500“, затим ирмишер 4000 са мотором од 4,0L, а најјача варијанта је била Опел омега лотус са V6 мотором запремине 3,6L би-турбо која је развијала 377КС и у то доба постизала невероватних 287 km/h.
У поређењу са рекордом, омега је технолошки била модернија. Највише у сегменту електронике: АБС, централни компјутер (који је приказивао тренутну потрошњу горива и брзину кретања), клима уређај и модеран LCD дисплеј (доступан у неким верзијама 1987. али избачен 1991). Омега је долазила са системом за само-дијагнозу кварова (која је данас стандардна опрема код свих аутомобила), чији су извештаји могли бити прочитани код ауторизованог сервиса.

### Лотус омега
Лотус омега је верзија високих перформанси направљена у сарадњи са Лотусом 1989. године. Ауто је назван Лотус омега или Лотус чарлтон, у зависности где се модел продавао. Аутомобил је био прављен од многих делова ГМ добављача и произвођача делова. Мотор је био 3,6 литара 24 вентила, који је предат Лотусу на фино подешавање. Лотус је додао ојачано и веће коленасто вратило. Заједно са воденим хлађењем интеркулера инсталирана су два Garrett T25 турбопуњача. Распоред мотора је такође промењен у AC Delco тип (исти систем као и Лотус Есприта). Резултат је био мотор који је развијао 377 КС, упарен са мењачем од Шевролет корвете ZR1.
Фабричке гуме произведене од Гудјера и могле су се препознати по малом грчком слову Ω (Омега) са стране. Ово је било потребно зато што је овај аутомобил могао достићи брзину од 280 до 300 km/h. Ауто тежак 1663 килограма, убрзавао је од 0 до 100 km/h за 5.2 секунди, од 0 до 160 km/h за 11.5 секунди. Поређења ради, такође легендарна „алпина Б10 БиТурбо“ је до стотке убрзвала за 5,6 секунди, док су „мерцедесу 500Е“ биле потребне чак 6,2 секунде.
Ентеријер је красила тамна Конолеи кожа, и носила је малу ознаку „Lotus Omega Limited Edition“, пратећи четвороцифрени број, који почиње са 0. Број после нуле 0 је био број произведеног модела. Укупно 950 аутомобила је било направљено, од 1100 аутомобила који су били планирани за производњу. Производња је прекинута децембра 1992. после 907 примерака, због слабије потражње од очекиване. Како бих се постгло на популарности, неколико аутомобила је било поклоњено познатим личностима. Оно што Опел није узео у озир је то да је тај аутомобил био један од најјачих аутомобила са четвора врата (великих, породичних аутомобила спортских перформанси) икада направљених.
| Бензински мотор | Бензински мотор | Бензински мотор | Бензински мотор | Бензински мотор   | Бензински мотор | Бензински мотор |
| Тип             | Радна запремина | Снага           | Обртни момент   | Максимална брзина | Убрзање 0-100   | Комб. потрошња  |
| --------------- | --------------- | --------------- | --------------- | ----------------- | --------------- | --------------- |
| [ 4 ]           | 1796 cm³        | 66 @ 5200       | 148 @ 3400      | 195 km/h          | 14 s            | 7.6             |
| [ 5 ]           | 1998 cm³        | 90 @ 5400       | 175 @ 2600      | 210 km/h          | 10              | 8               |
|                 | 1998 cm³        | 85 @ 5400       | 170 @ 2600      | 190 km/h          | 11              | 8.4             |
| 3000            | 2969 cm³        | 130 @ 5600      | 240 @ 4400      | 225 km/h          | 8.8             | 10.5            |
|                 | 2969 cm³        | 150 @ 6000      | 270 @ 3600      | 242 km/h          | 7.6             | 10.4            |
|                 | 2969 cm³        | 115 @ 5400      | 230 @ 4400      | 244 km/h          | 9.4             | 10.7            |
| караван 1.8 L        | 1796 cm³        | 66 @ 5200       | 148 @ 3400      | 205 km/h          | 15              | 7.9             |
| карав.          | 1998 cm³        | 90 @ 5400       | 175 @ 2600      | 220 km/h          | 11              | 8.4             |
| карав.          | 2969 cm³        | 130 @ 5800      | 240 @ 4200      | 250 km/h          | 9.3             | 10.5            |
| Дизел-мотор     |                 |                 |                 |                   |                 |                 |
| Тип             | Радна запремина | Снага           | Обртни момент   | Максимална брзина | Убрзање 0-100   | Комб. потрошња  |
| [ 9 ]           | 2260 cm³        | 66 @ 4200       | 190 @ 2200      | 176 km/h          | 14.5            | 6.9             |
| карав.          | 2260 cm³        | 66 @ 4200       | 190 @ 2200      | 170 km/h          | 14.5            | 7.1             |